# 44 a. C.
El año 44 antes de Cristo fue un año común que comenzó en domingo o lunes, o un año bisiesto comenzado en viernes o sábado (las fuentes diferen) del calendario juliano (establecido el año anterior). También fue un año común comenzado en domingo del calendario juliano proléptico. En ese momento, era conocido como el año del consulado de César y Antonio (o menos frecuentemente, año 710 Ab Urbe condita). La denominación 44 AC para este año se ha usado desde el período medieval cuando la era del calendario Anno Dominni hizo el método frecuente en Europa desde hace años de denominación.

## Acontecimientos

### República Romana
- 15 de marzo: Idus de marzo; el dictador Julio César es asesinado víctima de un complot. En vez de restaurar el orden en la República, como era esperado, este evento provoca una nueva guerra civil que, finalmente, terminará con la caída de la República y la proclamación del Imperio.
- Comienzan las últimas guerras civiles de la República: Primero entre los partidarios de César y los conspiradores y luego entre Marco Antonio y Octavio. Las guerras acabarán en el año 31 a. C. con la victoria de Octavio.
- Marco Emilio Lépido es nombrado Pontifex Maximus.
- En Hispania; continúa la guerra contra Sexto Pompeyo.[1] Marco Emilio Lépido se mantiene en Hispania Citerior mientras que Cayo Asinio Polión en Hispania Ulterior.
- 2 de septiembre: Cleopatra VII nombra a su hijo Ptolomeo XV como corregente de Egipto tras la súbita muerte de Ptolomeo XIV (hermana de Cleopatra; es posible que haya sido envenenado por ella).
- El filósofo y escritor romano Cicerón publica su obra Philippicae.
- La aristocracia prepara una conspiración contra César, que es asesinado en el recinto del Senado. Nombró heredero, en su testamento, a su sobrino Octavio, el futuro emperador Augusto.[2]

## Nacimientos
- Cneo Calpurnio Pisón, político romano.

## Fallecimientos
- 15 de marzo: Julio César, dictador romano.
- Julio: Ptolomeo XIV, faraón de Egipto.